# Nationair

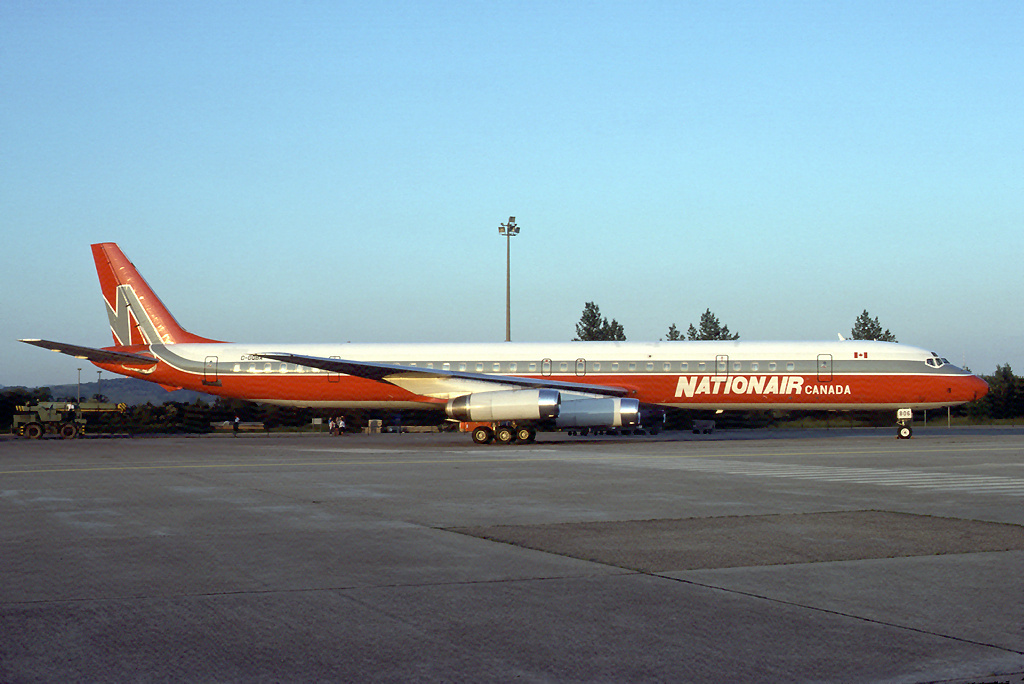
Douglas DC-8 en 1987

Nationair (code AITA: NX  ; code OACI : NXA) était une compagnie aérienne canadienne. Nationair a eu son siège dans le Bâtiment Nationair, Aéroport international Montréal-Mirabel, Mirabel, Québec.

## Incidents et accidents
- Vol 2120 Nigeria Airways (un vol charter de Nationair)